# Tedros Adhanom Ghebreyesus
Tedros Adhanom Ghebreyesus (en tigrigna : ቴዎድሮስ አድሓኖም ገብረኢየሱስ, parfois orthographié ቴድሮስ ኣድሓኖም ገብረየሱስ ; prononciation tigrigna : /teˈdɾos ɐdˈħänom gɐbɾɐˈjɐsus ; prononciation amharique : /tewoˈdɾos ädɨˈhänom gəbɾəiˈjɛsus/), né le 3 mars 1965 à Asmara (Empire éthiopien), est un homme politique éthiopien.
Ancien ministre de la Santé (2005-2012) et des Affaires étrangères d'Éthiopie (2012-2016), il est directeur général de l'Organisation mondiale de la santé depuis le 1er juillet 2017.
Son mandat de directeur général de l'OMS est notamment marqué par la pandémie de Covid-19 au début des années 2020.

## Biographie

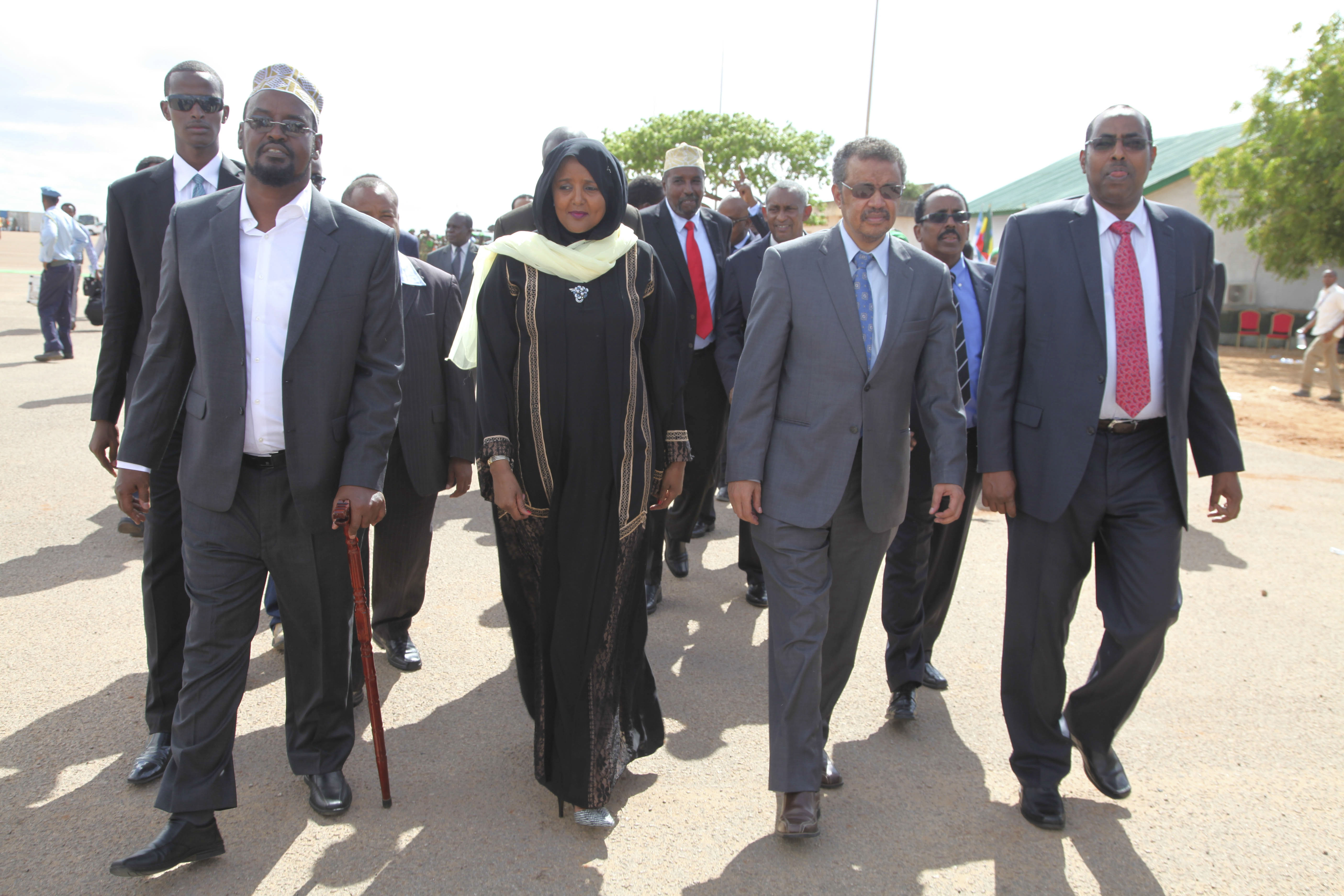
Le président du Jubaland Ahmed Mohamed Islam, la ministre des Affaires étrangères kenyanne Amina Mohamed, celui de l'Éthiopie Tedros Adhanom Ghebreyesus, et l'envoyé spécial de l'IGAD Mohamed Abdi Affey en 2015, pour la cérémonie d'ouverture du Parlement du Jubbaland.

Il est issu d'une famille d'Asmara - capitale de l'actuelle Érythrée - qui au moment de sa naissance était éthiopienne. Son père s'appelle Adhanom Gebreyesus et sa mère, Melashu Weldegabir. Enfant, son frère de cinq ans meurt d'une maladie qui, selon lui, aurait pu être évitée s'il avait eu un accès adéquat à une couverture médicale. Il a étudié la biologie à l'université d'Asmara. Il obtient un doctorat en santé communautaire de l'université de Nottingham au Royaume-Uni, avant d’être nommé ministre de la Santé en Éthiopie en 2005. De 2012 à 2016, il est ministre des Affaires étrangères,.
Il a dirigé les fonds mondiaux de la lutte contre le sida, la tuberculose et le paludisme,.
Le 23 mai 2017, Tedros Adhanom Ghebreyesus est élu directeur général de l'Organisation mondiale de la santé lors de la 70e Assemblée mondiale de la santé. Il est le premier Africain à occuper ce poste. Il entre en fonction le 1er juillet de la même année.
Il est marié et père de cinq enfants.
Il a été membre du Front de libération du peuple du Tigray.

### Ministre de la Santé (2005–2012)
Tedros Adhanom Ghebreyesus est nommé ministre de la Santé en octobre 2005 par le Premier ministre Meles Zenawi. Malgré les nombreux défis auxquels le ministère de la Santé est confronté en termes de pauvreté, de mauvaises infrastructures et de déclin de la situation économique mondiale, les progrès des indicateurs de santé ont été jugés[Par qui ?] « impressionnants » en Éthiopie[réf. souhaitée]. Au cours de la période 2005-2008, le ministère de la Santé a construit 4 000 centres de santé, formé et déployé plus de 30 000 agents de vulgarisation sanitaire et mis en place un nouveau cadre de professionnels de la gestion hospitalière[style à revoir]. En outre, en 2010, l'Éthiopie est choisie par le département d'État américain comme l'un des pays de la Global Health Initiative Plus, où les États-Unis appuieront les efforts novateurs[style à revoir] en matière de santé mondiale.
Lorsqu'il a pris ses fonctions en 2005, Tedros Adhanom Ghebreyesus a hérité d'un ministère qui manquait de moyens. L'administration était redevable à une communauté de donateurs et concentrait ses programmes sur la lutte contre le VIH / sida, la tuberculose et le paludisme. Le nouveau ministre porte alors un programme de réforme diagonal basé sur les systèmes[pas clair]. Avec peu d'excédents économiques, le pays n'avait pas la capacité de développer son propre système de santé et une grande partie de son personnel médical travaillait à l'étranger : par exemple, il y avait plus de médecins éthiopiens dans la région métropolitaine de Chicago qu'en Éthiopie. La réforme du ministre aboutit à la formation et au déploiement de milliers de médecins, infirmières, pharmaciens, techniciens de laboratoire et agents de santé dans le pays[réf. nécessaire].

#### Principales initiatives
À son poste, il porte des initiatives en matière de santé à l'échelle mondiale. L'Éthiopie est ainsi le premier pays à signer un accord avec le Partenariat international pour la santé[Quand ?]. Il est aussi président du partenariat Faire reculer le paludisme (2007-2009), membre du Conseil de coordination du programme de l'ONUSIDA (2009-2010) et du Fonds mondial de lutte contre le sida, la tuberculose et le paludisme (2009-2011) et coprésident du Partenariat pour la santé de la mère, du nouveau-né et de l'enfant (2005-2009). Il est également membre du Conseil de l'Alliance mondiale pour les vaccins et la vaccination (GAVI) ainsi que de l'Institut de métrologie et d'évaluation de la santé (IHME) et du Conseil de coordination du partenariat Halte à la tuberculose. Il fait partie de plusieurs groupes de réflexion universitaires et internationaux sur la santé, par exemple l'Institut Aspen et la Harvard School of Public Health. Il est également vice-président de la 60e Assemblée mondiale de la santé, qui se déroule entre le 14 et le 23 mai 2007. De 2008 à 2009, il est membre du Groupe de travail de haut niveau sur le financement international innovant des systèmes de santé, coprésidé par Gordon Brown et Robert Zoellick.

### Directeur général de l'Organisation mondiale de la santé (depuis 2017)

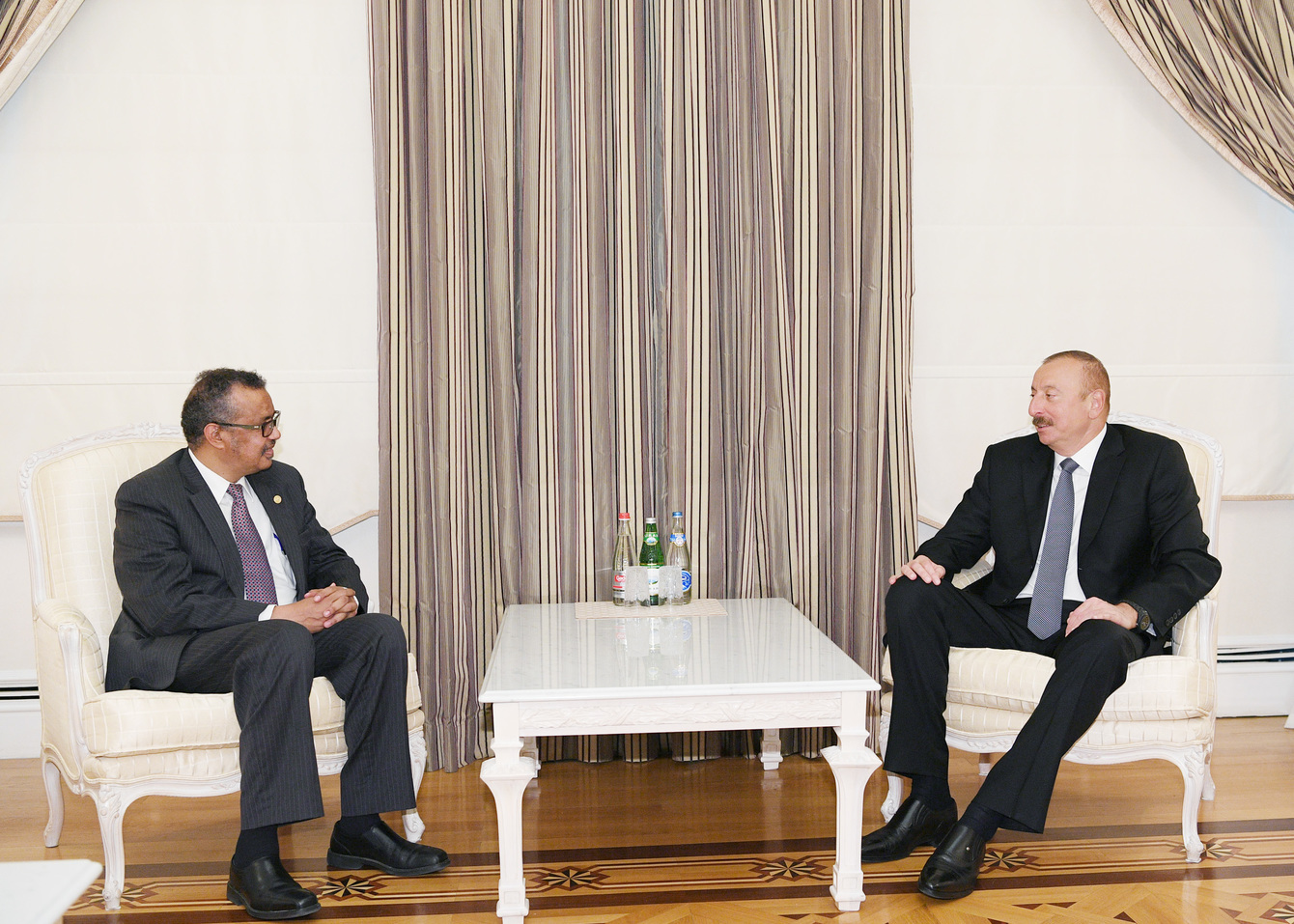
Tedros Adhanom Ghebreyesus et le président azéri Ilham Aliyev en 2018.

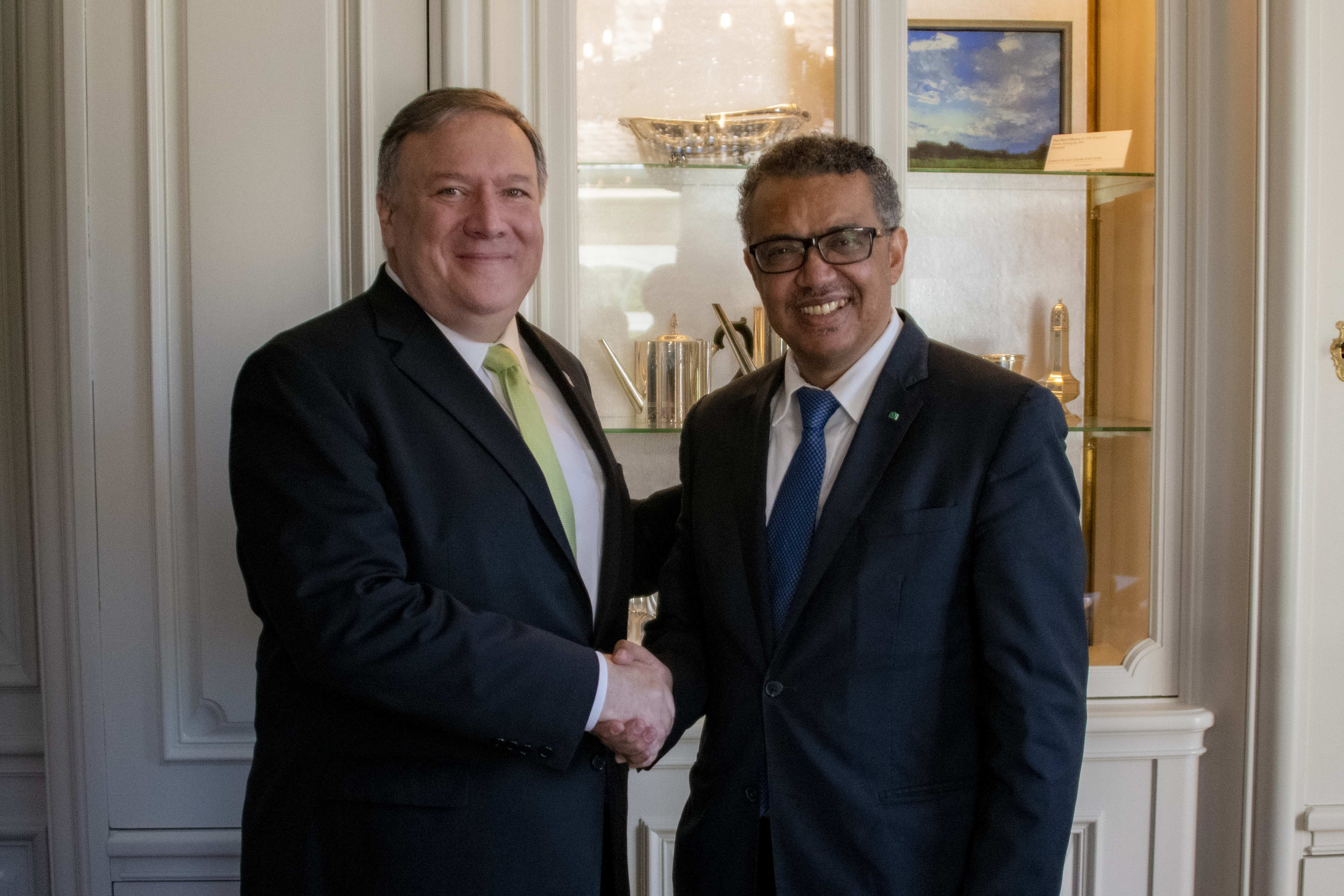
Tedros Adhanom Ghebreyesus et le secrétaire d'État américain Mike Pompeo en 2019.

#### Candidature
Le 24 mai 2016, en marge de la 69e Assemblée mondiale de la santé, il annonce officiellement sa candidature au poste de directeur général de l'Organisation mondiale de la santé (OMS). Il s'agissait du seul candidat africain ; il est soutenu par l'Union africaine et plusieurs ministres de la Santé du continent. Sa campagne est officiellement lancée à Genève et réunit la présidente de la Commission de l'Union africaine, Nkosazana Dlamini-Zuma, les ministres des Affaires étrangères du Rwanda et du Kenya, et le ministre de la Santé de l'Algérie. Son slogan de campagne est : « Ensemble pour un monde plus sain ». Sa directrice de campagne est Senait Fisseha, une avocate éthio-américaine et professeure de gynécologie et d'obstétrique à l'université du Michigan. Une fois Tedros Adhanom Ghebreyesus élu, elle dirige son équipe de transition à la tête de l'OMS. Negash Kebret Botora, ambassadeur d'Éthiopie auprès de l'ONU et de plusieurs organisations internationales à Genève, a également joué un rôle important dans sa campagne. Celle-ci a été financée en partie par un Fonds créé par des pays d'Afrique de l'Est. Tedros Adhanom Ghebreyesus a également engagé Mercury Public Affairs, une société de lobbying basée aux États-Unis, pour l'aider dans sa campagne.
Selon des sources de la presse éthiopienne, le Front de libération du peuple du Tigray aurait contribué au financement de sa campagne pour prendre la tête de l'OMS,,.
Selon Politico, un diplomate français a suggéré que Bill Gates avait soutenu également Tedros. Plusieurs responsables de la fondation de Bill Gates ont démenti cette affirmation.

##### Polémiques durant sa candidature à l'OMS
En mai 2017, juste avant l'élection visant à désigner le nouveau directeur général de l'OMS, un article du New York Times relaie une accusation selon laquelle Ghebreyesus aurait dissimulé trois épidémies de choléra possibles en Éthiopie en 2006, 2009 et 2011. Ces épidémies auraient été faussement étiquetées comme « diarrhées aqueuses aiguës » (AWD) — un symptôme du choléra — en l'absence de confirmation en laboratoire de Vibrio cholerae, afin de minimiser leur importance.
L'article repose sur les allégations de Larry Gostin, un professeur de droit américain membre de l'ONU, qui déclare notamment que davantage d'aides et de vaccins auraient pu être livrés à l'Éthiopie si ces épidémies avaient été confirmées comme liées au choléra. Toutefois, Larry Gostin était alors conseiller du britannique David Nabarro, rival de Tedros Adhanom Ghebreyesus à la direction de l'OMS.
La délégation de l'Union africaine à l'ONU a critiqué le rapport de Larry Gostin, estimant qu'il s'agissait d'« une campagne de diffamation non fondée et non vérifiée, qui n'a été publiée que quelques jours avant les élections ». Tedros Adhanom Ghebreyesus a pour sa part nié les faits qui lui étaient reprochés et déclaré qu'il n'était « pas du tout surpris mais plutôt déçu » par ce qu'il a appelé une « campagne de diffamation de dernière minute ».

#### Élection
Lors de sa 140e réunion, en janvier 2017, le conseil exécutif de l'OMS sélectionne le Dr Tedros parmi les six personnalités candidates au poste, à l'issue de deux tours de scrutin secrets. Le 23 mai de la même année, il est élu directeur général de l'OMS, obtenant 133 voix sur 185. Il est le premier Africain à diriger l'OMS, ainsi que le premier directeur général élu lors d'un vote ouvert à tous les États membres.

#### Mandat
Tedros Adhanom Ghebreyesus considère la couverture vaccinale universelle comme la priorité absolue de son mandat. Il a fait campagne sur la question et a réitéré cet objectif dans son premier discours en tant que directeur général et tout au long de la 72e session de l'Assemblée générale des Nations unies. En octobre 2017, il annonce la nomination de son équipe de direction, les femmes représentant 60 % des nominations. Il est alors félicité pour son engagement en faveur de l'égalité des sexes, mais critiqué pour son manque de transparence. Il a ainsi nommé le Dr Tereza Kasaeva du ministère russe de la Santé pour diriger le programme mondial de lutte contre la tuberculose de l'OMS sans solliciter les ONG concernées par le sujet ; quelques jours avant la nomination, ces ONG avaient publié une lettre ouverte appelant à un processus de désignation ouvert pour choisir le nouveau directeur du programme.
Début 2020, il supervise la gestion mondiale de la pandémie de Covid-19. Selon le professeur de l'université de Georgetown Lawrence Gostin, sa stratégie est de convaincre la Chine d'opter pour la transparence plutôt que de la critiquer. Il a ainsi adressé à la Chine des « éloges effusifs » pour ses mesures de confinement, ce qui a fait l'objet de critiques, dans la mesure où Pékin a dissimulé des informations à ce sujet et retardé la déclaration d'urgence internationale fin janvier.
Il met en place au sein de l’OMS une plateforme de mutualisation des brevets, des savoir-faire et des technologies anti-Covid (C-TAP), qui est toutefois largement dédaignée par les gouvernements et les multinationales pharmaceutiques. Il s'engage également en faveur de la suspension temporaire des brevets à l’Organisation mondiale du commerce.
Avec Emmanuel Macron, président de la république française, il inaugure le 27 septembre 2021 à Lyon l'Académie de l'Organisation mondiale de la santé.
Le 24 mai 2022, Tedros Adhanom Ghebreyesus est réélu à la tête de l’OMS.

## Controverses durant sa présidence de l'OMS

### Soutien à Robert Mugabe
Malgré ce parcours, le personnage est néanmoins controversé en Éthiopie même. Pendant la campagne, un certain nombre de tweets ont fleuri avec le hashtag #NoTedros4WHO (« Non à Tedros à l’OMS »).
Tedros Adhanom était en effet ministre des Affaires étrangères (2012-2016) lorsqu’une vague de manifestations des ethnies Oromo et Amhara – représentant près des deux tiers de la population – a secoué l’Éthiopie. Réprimée dans le sang, la contestation a fait plusieurs centaines de morts et elle a mené à l’instauration, le 9 octobre 2016, de l’état d’urgence, qui est toujours en vigueur.
Le 18 octobre 2017, Tedros Adhanom Ghebreyesus annonce qu'il a choisi le président du Zimbabwe Robert Mugabe pour devenir ambassadeur de bonne volonté de l'OMS et aider à lutter contre les maladies non transmissibles en Afrique. À cette occasion, il déclare que le Zimbabwe est « un pays qui place la couverture sanitaire universelle et la promotion de la santé au centre de ses politiques pour offrir des soins de santé à tous ». Ce choix est sévèrement critiqué, plusieurs États membres de l'OMS et organisations internationales faisant remarquer que le système de santé du Zimbabwe avait en réalité régressé sous sa présidence, soulignant également les nombreuses violations des droits de l'homme commises par Mugabe. Il a également été relevé que Robert Mugabe lui-même n'utilisait pas le système de santé de son propre pays, mais se rendait à Singapour pour suivre un traitement médical. Plusieurs observateurs notent que Tedros Adhanom Ghebreyesus voulait par cette nomination remercier Mugabe qui, alors qu'il était président de l'Union africaine, l'avait soutenu dans la course à la direction de l'OMS, écartant les candidatures du Malien Michel Sidibé et de la Sénégalaise Awa Marie Coll Seck. Après ces condamnations quasi-unanimes, Tedros Adhanom Ghebreyesus revient le 22 octobre 2017 sur sa décision de nommer Mugabe ambassadeur de bonne volonté,.

### Gestion de la pandémie du Covid-19

#### Accusation de complaisance à l'égard de la Chine
En avril 2020, une pétition recueillant plus de 1 000 000 signatures sur Change.org demande sa démission de son poste de directeur général de l'OMS. Aux États-Unis, cette démission est notamment réclamée par plusieurs sénateurs républicains, dont Ted Cruz et Marco Rubio, ainsi que par l'ancien conseiller à la sécurité nationale John Bolton. La sénatrice Martha McSally lui reproche également « d'avoir salué la "transparence de la Chine lors de ses efforts de réponse aux coronavirus" ». Pour la chercheuse Valérie Niquet, « l'OMS a suivi pas à pas toutes les déclarations chinoises, les répétant comme un perroquet. L'OMS n'a pas joué son rôle mais c'est exactement ce que voulait Pékin. De la même manière, elle a refusé de redonner un siège d'observateur à Taïwan, ce qui était une exigence de la direction chinoise ». Selon cette analyse, élu directeur de l'OMS grâce au soutien de la Chine, Tedros Adhanom Ghebreyesus aurait repris les éléments de langage de Pékin. Les critiques lui reprochent d'avoir félicité la Chine pour sa transparence alors, qu'au même moment, ce pays cachait des informations et faisait pression pour ne pas déclarer d'urgence internationale. Ils lui reprochent également d'avoir critiqué les États-Unis à la suite de la fermeture de leurs frontières aux voyageurs venant de Chine. Plus généralement, Tedros Adhanom Ghebreyesus a été accusé d'être un instrument de la stratégie chinoise d'infiltration des organisations onusiennes, via le soft power de la diplomatie humanitaire.

## Distinctions et honneurs

### Décorations internationales
- Ordre olympique échelon argent (Comité international olympique), le 20 juin 2023[30].